# Жеко Спиридонов
Жеко Спиридонов Хадживичев е български скулптор, член-кореспондент на БАН, заедно с Борис Шатц и Марин Василев е считан за един от тримата основоположници на скулптурата в съвременна България.

## Биография
Роден е на 27 февруари 1867 г. в Шумен. Между 1886 и 1889 г. учи в училището по керамика в чешкия град Бехине. През следващите три години преподава в Държавното занаятчийско училище в Княжево, София. Следва 6-годишно обучение по скулптура в Художествената академия в Мюнхен, което завършва през 1898 г. с най-високото отличие на академията, сребърен медал. През 1896 и 1897 г. Спиридонов участва със свои бюстове в изложби в немския град.
През 1898 г. се завръща в София и започва да преподава рисуване в Първа софийска гимназия и да води вечерни занятия по моделиране в Рисувалното училище (днес Национална художествена академия), а от 1904 г. е на постоянна работа там.
Директор на Академията е от 1909 до 1911 г., от 1924 до 1926 г. и от 1929 до 1930 г., когато напуска по свое желание. Новаторски принос на Спиридонов е че въвежда рисуването от натура, за сметка на практикуваното дотогава рисуване по гипсови отливки. Сред учениците му в Академията са скулпторите Иван Лазаров, Марко Марков, Иван Фунев, Пандо Киселинчев, Анастас Дудулов, Йордан Кръчмаров, Ангел Спасов, Стефан Пейчев, художниците Владимир Димитров - Майстора и Иван Ненов.
Става член-кореспондент на БАН през 1945 г. Умира през същата година, на 21 юли във вилата си в с. Рибарица.

## Творчество
Още в студентските си години прави барелефи на Петко Рачев Славейков и д-р Константин Стоилов. Прави бюст-паметници и скулптури на възрожденци, исторически личности и свои съвременници. Сред известните му паметници са тези на Христо Ботев, Васил Левски и граф Игнатиев в Морската градина във Варна, на Иван Вазов и Георги Бенковски в софийската Борисова градина, на Алеко Константинов в Свищов.
Съвместно с проф. Марин Василев, проф. Иван Травницки, Борис Михайлов, проф. Иван Мърквичка и проф. Антон Митов прави проекта за оформлението на плевенския параклис-мавзолей „Св. Георги Победоносец“.